# Maharishi Mahesh Yogi
Maharishi Mahesh Yogi (12 tháng 1 năm 1918 – 5 tháng 2 năm 2008), tên khai sinh Mahesh Prasad Varma và trở nên nổi tiếng như là một Maharishi (nghĩa là "nhà tiên tri vĩ đại") và Yogi. Ông đã phát triển các kỹ thuật Thiền siêu việt và là nhà lãnh đạo và guru của phong trào Thiền siêu việt toàn cầu. Tổ chức này vừa được coi là một phong trào tôn giáo mới vừa được coi như tổ chức phi tôn giáo.
Maharishi Mahesh Yogi là đệ tử và trợ lý của Swami Brahmananda Saraswati, Shankaracharya (lãnh đạo tinh thần) của Jyotirmath ở Himalaya thuộc Ấn Độ. Maharishi thừa nhận Brahmananda Saraswati đã truyền cảm hứng cho những lời dạy của ông. Trong năm 1955, Maharishi bắt đầu giới thiệu phương thức Thiền sâu siêu việt của mình (sau đổi tên thành Thiền siêu việt) đến công chúng Ấn Độ, và sau đó là đến toàn thế giới. Chuyến du lịch truyền bá thiền toàn cầu đầu tiên của ông bắt đầu vào năm 1958. Các tín đồ của ông gọi ông là Đấng Thiêng liêng, và bởi vì ông thường cười trong các cuộc phỏng vấn ông còn được gọi là "Guru hay cười khúc khích".
Trong những năm 1960 và cuối năm 1970, Maharishi trở nên nổi tiếng với tư cách thiền sư dạy thiền cho The Beatles, The Beach Boys và nhiều người nổi tiếng khác. Vào cuối năm 1970, ông bắt đầu chương trình TM-Sidhi  với tuyên bố giúp các học viên khả năng bay lên không trung và tạo ra hòa bình trên thế giới. Đảng Quy luật Tự nhiên của Maharishi đã được thành lập vào năm 1992, và chạy chiến dịch quảng bá tại hàng chục quốc gia. Ông chuyển đến gần Vlodrop, Hà Lan, trong năm đó. Vào năm 2000, ông đã tạo ra Global Country of World Peace, một tổ chức phi lợi nhuận và bổ nhiệm lãnh đạo của tổ chức này. Trong năm 2008, ông thông báo nghỉ hưu, ngừng tất cả hoạt động quản lý, im lặng hoàn toàn cho đến khi mất ba tuần sau đó.
Maharishi được cho là đã đào tạo được hơn 40.000 giáo viên dạy các kỹ thuật Thiền siêu việt, đưa môn thiền này đến với "hơn năm triệu người" và thành lập hàng ngàn trung tâm dạy thiền và hàng trăm trường đại học và trung học, trong khi trang web Thiền siêu việt nói rằng hàng chục ngàn học viên đã được học chương trình thiền TM-Sidhi của ông. Nỗ lực của ông đã tạo ra các trường học và đại học thiền với cơ sở ở nhiều quốc gia, bao gồm Ấn Độ, Canada, Hoa Kỳ, Vương quốc Anh và Thụy Sĩ. Maharishi, gia đình và cộng sự gần gũi với ông đã tạo ra hàng loạt các tổ chức từ thiện và doanh nghiệp thu lợi nhuận, bao gồm các phòng khám, công ty bán thuốc bổ chức năng qua thư đặt hàng, và trang trại bán rau quả sạch. Báo cáo tài chính các tổ chức của Maharishi năm 2008 cho thấy giá trị của các tổ chức này dao động từ hàng triệu đến hàng tỷ đô la Mỹ. Năm 2008, các tổ chức Maharishi tự định giá tài sản tại Mỹ của mình vào khoảng 300 triệu USD.